# Sân bay quốc tế Cancún

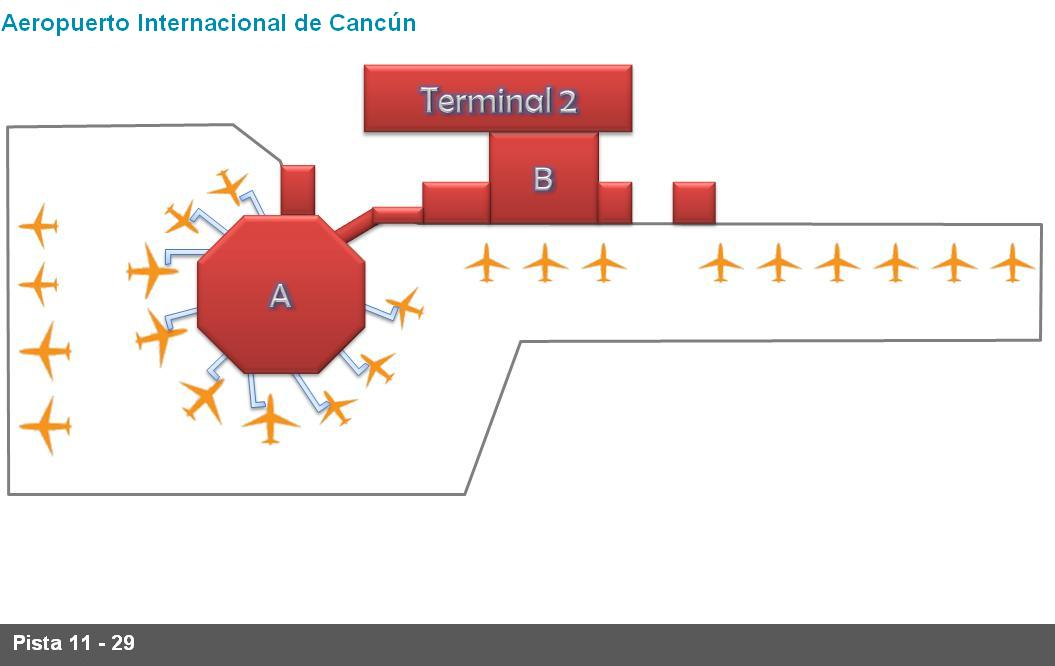
Bố trí nhà ga 2

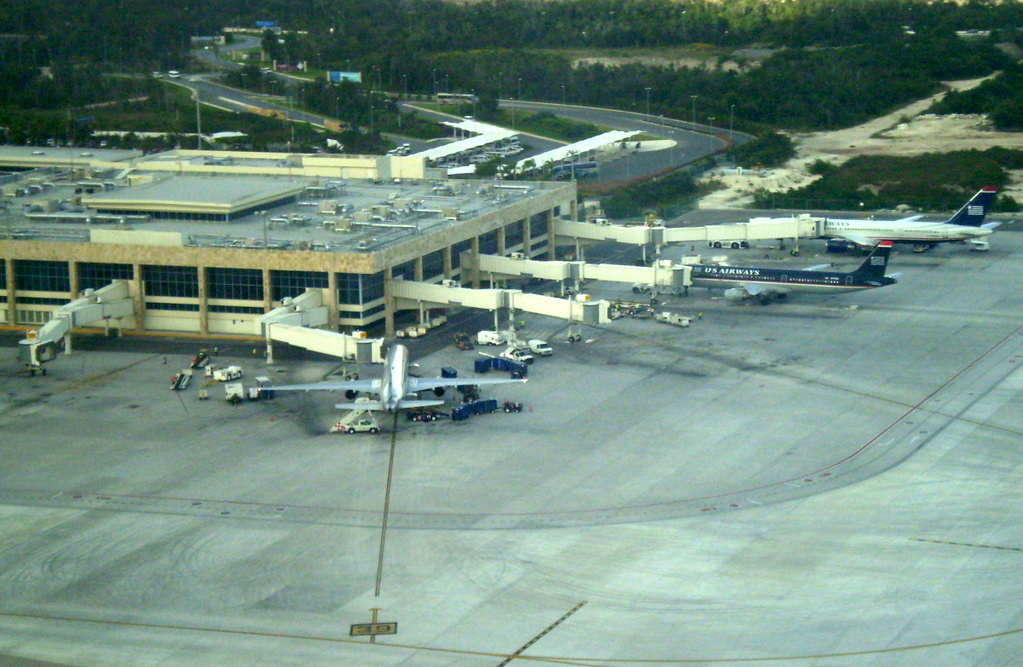
Nhà ga 3

Sân bay quốc tế Cancún (tiếng Tây Ban Nha: Aeropuerto Internacional de Cancún) (IATA: CUN, ICAO: MMUN) là một sân bay quốc tế tại Cancún, Quintana Roo, bên bờ biển Caribbean của bán đảo Yucatan của Mexico. Đây là sân bay bận rộn thứ nhì của Mexico, sau sân bay quốc tế Thành phố México ở Thành phố México, nhưng lớn nhất tại Mexico và Mỹ Latinh về số lượt hành khách quốc tế. Năm 2010 sân bay Cancun đã phục vụ 12.439.266 lượt hành khách, tăng 11,3% so với năm 2009.
Sân bay đã được mở rộng khi nó trở thành một trong những sân bay quốc tế quan trọng nhất trong Mexico. Nó có hai đường băng cách nhau 1.500 m, cho phép có thể sử dụng đồng thời, và ba nhà ga thương mại. Nhà ga 1 được sử dụng bởi các hãng hàng không bay thuê chuyến từ Bắc Mỹ, bao gồm cả các hãng hàng không thuê chuyến nội địa. Nhà ga 2 được sử dụng bởi một số hãng hàng không quốc tế, và tất cả các hãng hàng không trong nước bay theo lịch trình, nhà ga 3 mới phục vụ chủ yếu cho các tuyến quốc tế của các hãng hàng không quốc tế từ Bắc Mỹ và châu Âu.
Sân bay này được điều hành bởi ASUR, cùng với sân bay quốc tế Cozumel, sân bay quốc tế Mérida, sân bay quốc tế Veracruz, sân bay quốc tế Villahermosa và sân bay quốc tế Xoxocotlán. Nó từng là một trung tâm hoạt động của Aerocancun vá Aladia.

## Hãng hàng không và tuyến bay

### Hành khách

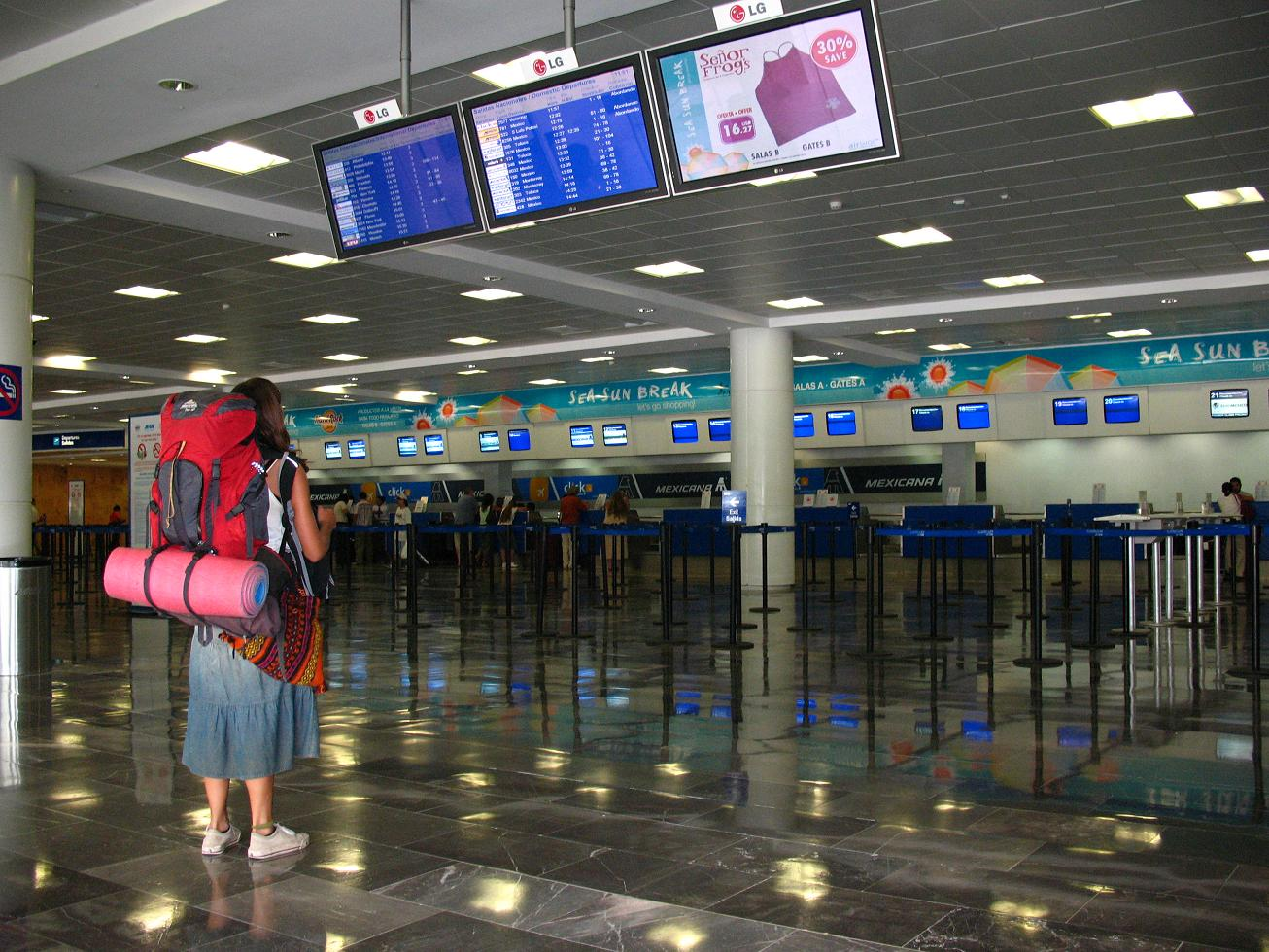
Nhà ga 2

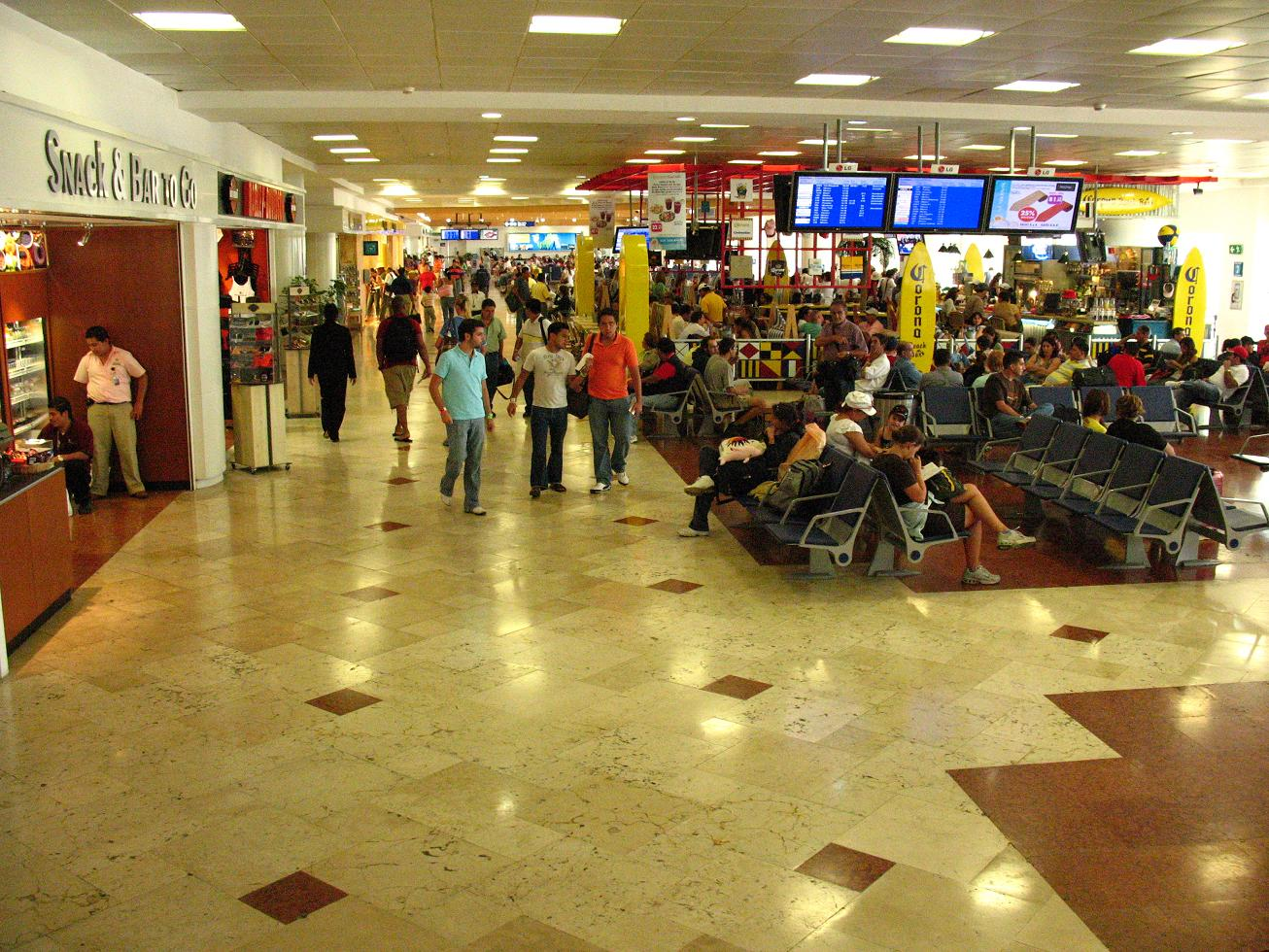
Nhà ga

| Hãng hàng không                          | Các điểm đến | Terminal/Concourse |
| ---------------------------------------- | --- | ------------------ |
| Aeroméxico                               | La Habana, Mexico City, Monterrey | 2M                 |
| Aerotucán                                | Cozumel | 2M                 |
| Air Canada                               | Calgary, Montréal-Trudeau, Toronto-Pearson, Vancouver theo mùa: Edmonton, Halifax, Ottawa, Winnipeg | 2S                 |
| Air Europa                               | Madrid | 3                  |
| Air France                               | Paris-Charles de Gaulle [bắt đầu ngày 2/10] | 3                  |
|                                          | | 2S                 |
| Air Transat                              | Montréal-Trudeau, Toronto-Pearson, Vancouver theo mùa: Calgary, Edmonton, Halifax, Québec City, Regina, Saskatoon | 2S                 |
| American Airlines                        | Dallas/Fort Worth, Miami, New York-JFK theo mùa: Chicago-O'Hare | 3                  |
| Arkefly                                  | Amsterdam | 2S                 |
| Avianca                                  | Seasonal: Bogotá | 2S                 |
|                                          | | 2S                 |
| British Airways                          | London-Gatwick | 2S                 |
| CanJet                                   | Abbotsford, Calgary, Comox, Edmonton, Halifax, Kelowna, Montréal-Trudeau, Ottawa, Québec City, St. John's, Regina, Toronto-Pearson, Vancouver, Victoria, Winnipeg                                                                                              | 2S                 |
| Condor                                   | Frankfurt | 2S                 |
| Copa Airlines                            | Panama City | 2S                 |
| Copa Airlines Colombia                   | Bogotá | 2S                 |
| Cubana de Aviación                       | La Habana | 2M                 |
| Delta Air Lines                          | Atlanta, Cincinnati/Nothern Kentucky, Detroit, Minneapolis/St Paul theo mùa: Austin, Boston, Columbus (OH), Hartford, Indianapolis, Los Angeles, Memphis, Milwaukee, Nashville, Orlando, Raleigh/Durham, Salt Lake City, San Antonio, Tampa, Washington-Dulles | 3                  |
| Frontier Airlines                        | Denver, Kansas City theo mùa: Indianapolis, Milwaukee, Salt Lake City, St. Louis | 3                  |
| Edelweiss Air                            | Zürich | 2S                 |
| Enerjet                                  | theo mùa Calgary, Edmonton, Toronto-Pearson, Vancouver | 2S                 |
| EuroAtlantic Airways                     | theo mùa: Lisbon, Porto | 2S                 |
| Interjet                                 | Mexico City, Monterrey, Toluca theo mùa: Guadalajara | 2M                 |
| Jetairfly                                | Brussels | 2S                 |
| JetBlue Airways                          | Boston, Fort Lauderdale, New York-JFK, Orlando, Washington-Dulles | 2S                 |
| LAN Airlines                             | Santiago de Chile | 2S                 |
| LAN Peru                                 | Lima | 2S                 |
| Magni                                    | Chihuahua, Guadalajara, León/El Bajío, Mexico City, Monterrey, Varadero | 2M                 |
| Martinair                                | Amsterdam | 2S                 |
| Maya Island Air                          | Belize City | 2M                 |
| MAYAir                                   | Cozumel, Mérida | 2M                 |
| Orbest                                   | Lisbon | 2S                 |
| Spirit Airlines                          | Detroit, Fort Lauderdale | 3                  |
| Sun Country Airlines                     | Dallas/Fort Worth, Minneapolis/St. Paul theo mùa: Austin, Lansing | 3                  |
| Sunwing Airlines                         | Halifax, London (ON), Montréal-Trudeau, Québec City, Saint John, Saskatoon, Sault Ste Marie, Toronto-Pearson, Regina, Vancouver, Winnipeg | 2S                 |
| TACA                                     | San Salvador | 2S                 |
| TACA operated by Regional                | Flores, Guatemala City | 2S                 |
| Thomas Cook Airlines                     | London-Gatwick, Manchester (UK) theo mùa: Glasgow-International, Belfast-International | 3                  |
| Thomas Cook Canada cung ứng bởi Jazz Air | Halifax, Montreal-Trudeau, Ottawa, Toronto-Pearson | 2S                 |
| Thomson Airways                          | Birmingham (UK), London-Gatwick, Manchester (UK) theo mùa: Bristol, East Midlands, Glasgow-International, Newcastle upon Tyne | 3                  |
| United Airlines                          | Chicago-O'Hare, Denver, Los Angeles, Washington-Dulles theo mùa: San Francisco | 3                  |
| USA3000 Airlines                         | Baltimore, Chicago-O'Hare, Cincinnati/Northern Kentucky, Cleveland, Columbus (OH), Milwaukee, Philadelphia, St. Louis theo mùa: Pittsburgh | 3                  |
|                                          | | 3                  |
| VivaAerobus                              | Mexico City, Monterrey, Veracruz | 2M                 |
| Volaris                                  | Guadalajara, Mexico City, Puebla, Tijuana, Toluca | 2M                 |
| WestJet                                  | Calgary, Edmonton, Montréal-Trudeau, Toronto-Pearson, Vancouver theo mùa: Halifax, Hamilton, Kelowna, Moncton, Ottawa, Quebec City, Regina, Saskatoon, Victoria, Winnipeg                                                                                      | 2S                 |
| White                                    | Lisbon theo mùa: Porto | 2S                 |
| Whitejets                                | Campinas-Viracopos, Rio de Janeiro-Galeão | 2S                 |
| Xiknal Air                               | Chetumal | 2M                 |
| XL Airways France                        | Brussels, Paris-Charles de Gaulle | 2S                 |

### Vận chuyển hàng hóa
| Hãng hàng không        | Các điểm đến                                  |
| ---------------------- | --------------------------------------------- |
| Amerijet International | Belize City, Ciudad del Carmen, Mérida, Miami |
| Estafeta Carga Aérea   | Merida, Miami                                 |
| FedEx Express          | Miami                                         |
| Regional Cargo         | Merida, Mexico City                           |